# 자크 드 몰레
자크 드 몰레(프랑스어: Jacques de Molay [də mɔlɛ][*], 1243년경-1314년 3월 18일)는 성전기사단의 제23대 총장이자 최후의 총장이다. 1292년 4월 20일 취임하여 1312년 성전기사단이 빈 공의회에서 해산당할 때까지 재임했다. 말년에 총장으로서 활동한 것 외에는 실제 인생사에 대해 거의 알려진 바가 없으나, 마지막 총장이라는 점에서 가장 유명한 성전사 중 하나로 꼽힌다.
자크 드 몰레는 십자군이 기울어가는 시대에 성지의 상황을 타개하고자 기사수도회의 내부 개혁을 꾀했다. 그러나 유럽 세게의 십자군에 대한 지지는 이미 쇠락해 있었고, 성전기사단의 부를 탐낸 무리들이 성전기사단을 해산시키려 드는 내우외환의 상황이었다. 결국 1307년 성전기사단에 막대한 빚을 지고 있던 프랑스 국왕 필리프 4세가 자크 드 몰레를 비롯한 프랑스 성전사 간부들을 긴급 체포했고 고문을 동원해 거짓 자백을 받아냈다. 드 몰레는 나중에 재판에 가서 고문에 의한 자백을 번복했지만 기사단은 1312년 해산당하고 드 몰레 자신도 1314년 노트르담 대성당 앞 센강의 하중도에서 화형에 처해졌다.